# Limnophora albitarsis
Limnophora albitarsis är en tvåvingeart som beskrevs av Stein 1915. Limnophora albitarsis ingår i släktet Limnophora och familjen husflugor. Inga underarter finns listade i Catalogue of Life.